# Diktátor

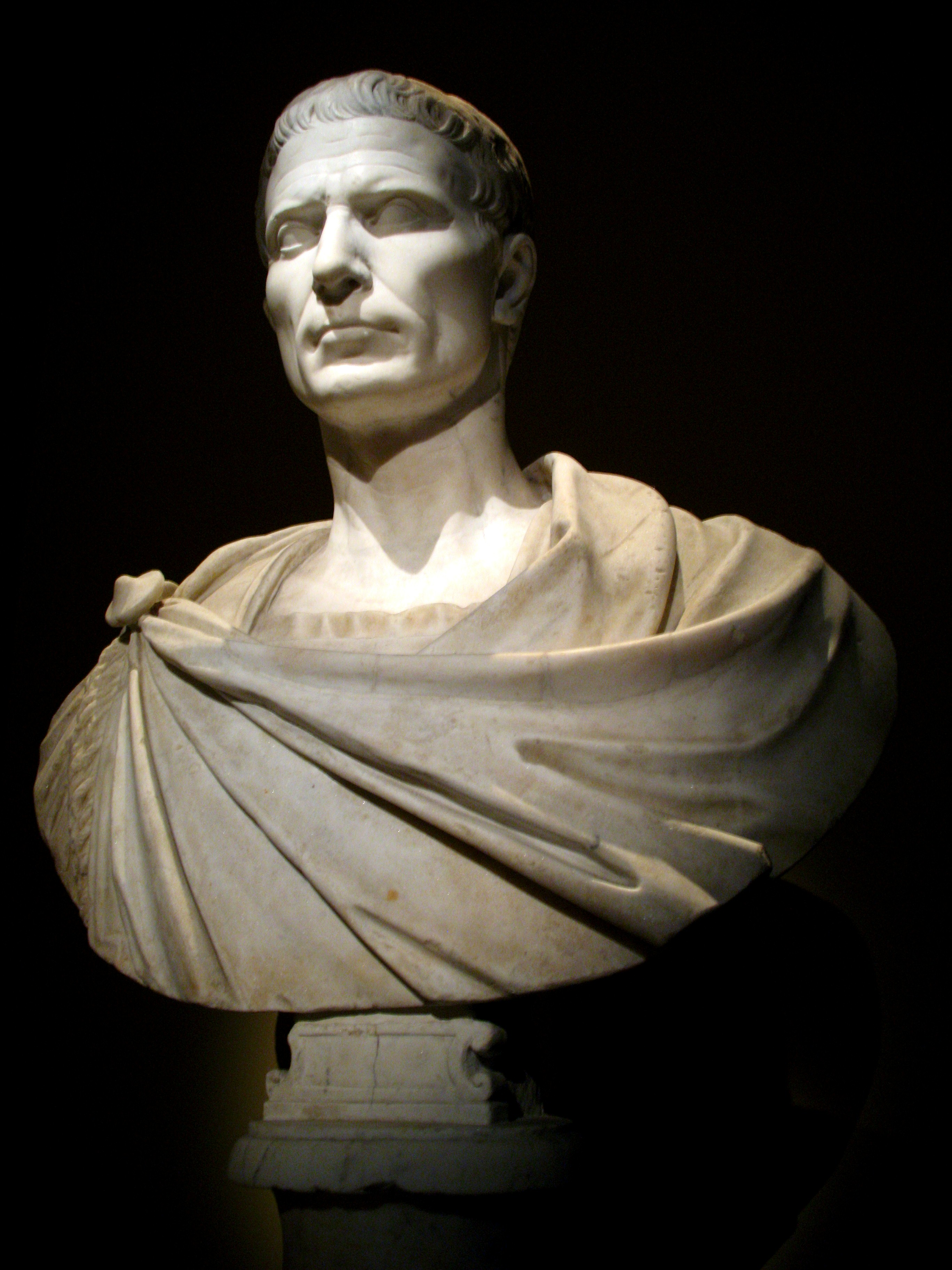
Julius Caesar, aki fontos szerepet játszott a római köztársaság felszámolásában és a császárság létrehozásában

A diktátor olyan politikai vezető, aki abszolút hatalommal rendelkezik. A dictator tisztség a Római Köztársaságban keletkezett, azonban nem azonosítható a modern értelemben vett diktátor fogalmával. A modern diktátor gyakran önkényúrként gyakorol zsarnoki hatalmat egy ország lakosai és annak gazdasági javai felett. Rendszerét diktatúraként határozzuk meg.

## A Római Köztársaságban
Az ókori római diktátort a senatus választotta meg katonai vészhelyzet esetén. Hat hónapra választottak dictatort, de ő lemondhatott korábban is rendkívüli megbízatásáról. Működése közben a normális köztársasági hivatalok és tisztviselők is megőrizték funkciójukat, hogy ellenőrizzék a főhatalommal felruházott politikust. A dictator cím a II. pun háború során eltűnt, és csak a köztársaság válsága alatt élesztették fel két híres-hírhedt alkalommal, Lucius Cornelius Sulla és Caius Iulius Caesar esetében. Ezt követően a rossz emlékű címet eltörölték.

## A modern értelemben vett diktátor
Manapság a diktátori cím nem hivatalos, sok szempontból inkább jelző. A diktátorok leginkább katonai ranggal rendelkeznek, vagy csak egyszerűen köztársasági elnökök, esetleg miniszterelnökök. Hatalmuk igen széles körűnek bizonyul. Gyakorlatilag szabadon garázdálkodva viszik keresztül az akaratukat. Az állami vagyonra szabadon ráteszik a kezüket és azt a saját vagyonukként kezelik. Jellemzően a diktátor és annak családja vagy közvetlen hatalmi köre luxuskörülmények között él a lakosság sokszor alacsony vagy kimondottan szegény életszínvonalához képest. A diktátor családtagjai is sokszor magas közhivatalt töltenek be, vagy valamilyen egyéb jól jövedelmező féllegális tevékenységet folytatnak. Az állami szervek, mint a rendőrségek vagy bíróságok is a diktátor hatalmának vannak alárendelve. Az ellenzéki politikusokat, a diktátor kritikusait vagy azok híveit ellehetetlenítik, száműzik vagy börtönbe zárják, adott esetben ki is végeztetik. Volt arra is példa, amikor külföldre menekült ellenzéki személyt a diktátor megbízásából gyilkoltak meg bérgyilkosok (ez történt Lev Trockijjal is).
Előfordulhat személyi kultusz is, amikor a diktátor időről időre látványos külsőségekkel ünnepelteti magát, ahol cinikus módon magát a nép szinte isteni megmentőjeként és vezetőjeként állítja be – miközben a nép alapvetően meg van fosztva a véleményszabadságától és gyakran rossz életkörülmények között kénytelen élni. Ilyenkor a diktátor portréja is mindenhol megjelenik, nemcsak az ünnepségeken, hanem a hétköznapokon is, minden közintézményben és akár magánlakásokban is. Sokszor közterületeket, gyárakat, egyéb létesítményeket vagy kitüntetéseket is elneveznek róla. A diktátor állami propagandát is kialakít, amely rendszeresen élteti, dicsőíti őt, és ostorozza vélt vagy valós ellenségeit. Többször sajátos, gyakran zavaros ideológiát is kitalál saját uralmának igazolására, vagy gyűlöletre szít bizonyos csoportokkal, országokkal szemben. A diktátor általában fejlett titkosszolgálatot is fenntart, ügynökökkel, besúgókkal, akikkel minden vélt vagy valós ellenzéki tevékenységet igyekszik felderíttetni. A demokráciát imitálva gyakran tart látszatválasztásokat, ahol aztán rendre elcsalják az eredményeket, például kötelező szavazással, egyetlen jelölttel, aki a diktátor vagy annak embere, és életidegenül magas eredménnyel (90-100%) a diktátor javára. Ebbe a terror vagy egyéb fenyegetettség mellett belejátszhat a nép külső információktól való izolálása, elzárása és az ebből származó alacsony kritikai kultúra. Sok, diktátorok által elnyomott nép nem is ismeri a demokratikus viszonyokat és a körülmények dacára is szimpatizálhat a diktátorral. A hatalmát olykor geopolitikai indokok is konzerválhatják, mert a hatalma egyfajta stabilitást jelent az országában.

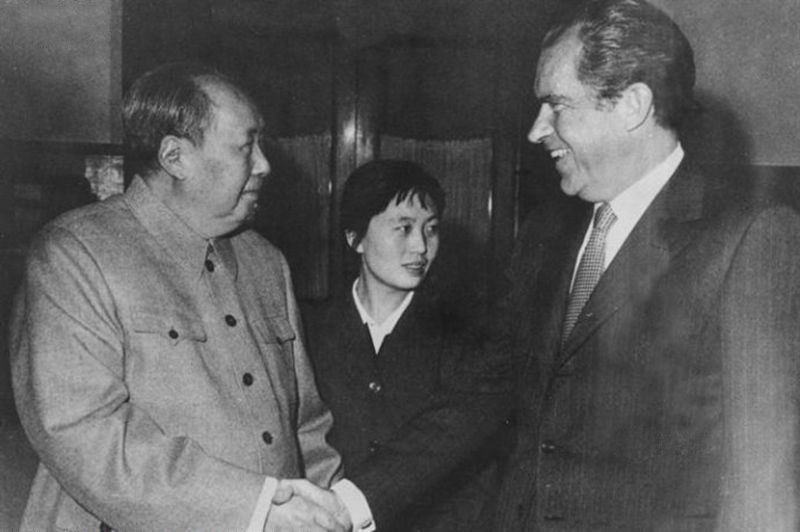
Mao Ce-tung és Richard Nixon 1972-ben

Halála után gyakran valamelyik gyermekéé lesz a hatalom, aki sokszor ugyanolyan diktátor lesz, de ha nincs megfelelő utód hatalmi vákuum keletkezik, ami után utódlási harcok indulhatnak el. Adott körülmények között a nép vagy a hatalmi elit egy része is megelégelheti a diktátor (rém)uralmát és lázadás, puccs vagy forradalom keretében el is űzheti. Ilyen esetben számos diktátort végeztek ki, akár statáriális bíróság ítélete, akár lincselés révén. Ha a diktátor háborúba keveredik a harcokban is életét vesztheti. Más esetben a változó állapotok következtében hatalmától megfosztott exdiktátor más, kiadatási egyezménnyel nem rendelkező országba menekülve, egyfajta száműzöttként is leélheti hátralévő életét. Sok diktátor véres tömeggyilkosként vonult be a történelembe, mint Mao Ce-tung, Sztálin és Hitler. 

### A szélsőjobboldalon

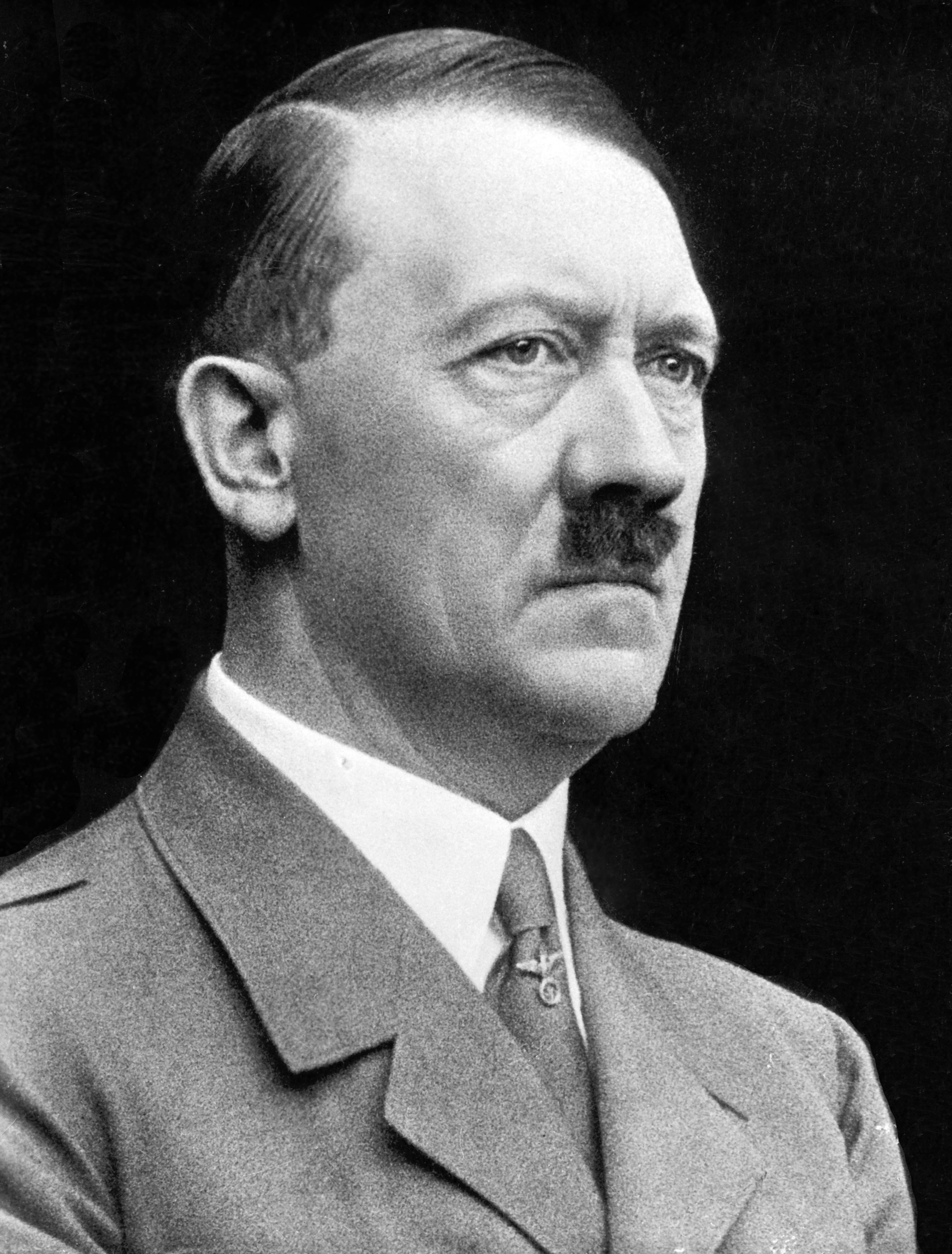
Adolf Hitler

A fasizmus és a nemzetiszocializmus egyik alapkövetelménye a totalitárius diktatórikus rendszer. Az ilyen államokban a hatalom mindig egy személy kezében összpontosul: ő a Duce, a Führer, a Poglavnik, a Conducător, a Caudillo. A magyar Szálasi Ferenc a nemzetvezetői címet használta. Tisztogatásaik a belső ellenzék és az ellenségnek kikiáltott csoportok – a nácik esetében az „alsóbbrendű fajok” képviselői – ellen történnek. Ebbe a körbe tartozik Benito Mussolini, Adolf Hitler, Ion Antonescu, Vidkun Quisling, Francisco Franco, vagy Ante Pavelić rendszere.  

### A kommunista pártállamokban

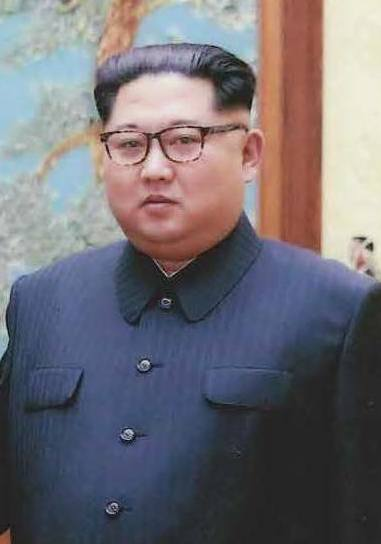
Kim Dzsongun

A kommunista pártállamokban a legfőbb hatalmat általában az állampárt élén álló vezető gyakorolta, gyakran diktátorként. A leghírhedtebb és legvérengzőbb kommunista diktátorok a szovjet Sztálin, a kínai Mao Ce-tung és a kambodzsai Pol Pot voltak. Egyéb példák: Josip Broz Tito, Rákosi Mátyás, Kádár János, Erich Honecker, Todor Zsivkov, Nicolae Ceaușescu. Napjainkban többek között a Észak-Koreai Kim Dzsongun (Kim Ir Szen és Kim Dzsongil után) és kubai Raúl Castro (Fidel Castro után) gyakorol diktátori hatalmat. 

### A kommunista utódállamokban

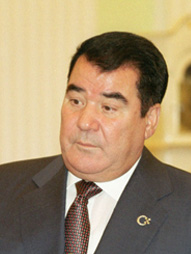
Saparmurat Nyyazow

A kommunista utódállamokban is javarészt diktatúra, vagy ahhoz hasonló autokrata rendszer alakult ki, ennek eklatáns képviselői Vlagyimir Putyin orosz, Aljakszandr Lukasenka fehérorosz, Saparmyrat Nyýazow és utóda Gurbanguly Berdimuhamedow türkmén vagy Islom Karimov üzbég elnökök.  

### A harmadik világban
A harmadik világ szegényebb országaiban is gyakorta diktátorok uralkodtak, vagy uralkodnak most is, főleg a Közel-Keleten, Afrikában és a Karib-térségben. Ezekre példa Moammer Kadhafi líbiai, Idi Amin Dada ugandai vagy François Duvalier haitii diktátorok.

## Diktátor a kultúrában
- A diktátor (The Great Dictator) Charlie Chaplin fekete-fehér filmje, egyben első hangosfilmje,[1] mely 1940-ben készült az Egyesült Államokban. A filmben Chaplin Hitlert figurázza ki.
- A diktátor (film, 2012) (eredeti cím: The Dictator)  2012-ben bemutatott amerikai vígjáték, amelynek forgatókönyv-írója és főszereplője Sacha Baron Cohen. A film a Közel-Keleti diktátorokat parodizálja.
- "A diktátorok iskolája – Komédia kilenc képben" címmel Erich Kästner 1957-ben írt színdarabot, mely könyv formájában is kiadásra került, magyarul 2008-ban.
- A "Diktátorok kézikönyve" (eredeti címe: The Dictators' Handbook. Why Bad Behaviour is Almost Always Good Politics.) Bruce Bueno de Mesquita és Alastair Smith 2012-ben kiadott könyve. Mindkét szerző az New York egyetem Politikatudomány professzora.